# 1605 en philosophie
Chronologie de la philosophie
- 1601
- 1602
- 1603
- 1604
- 1605
- 1606
- 1607
- 1608
- 1609

L’année 1605 a été marquée, en philosophie, par les événements suivants :

## Publications
- Giovanni Botero : Relatione della republica venetiana, di Giovanni Botero Benese, al Sereniss. Prencipe, et all'Illustrissimo, & Eccellentissimo Senato di Venetia. Con un discorso intorno allo stato della Chiesa, appresso Giorgio Varisco, Venetia, 1605 (lire en ligne)

- Scioppius : De Antichristo.